# Gnephosis
Gnephosis é um género botânico pertencente à família Asteraceae.